# Mrika
Mrika je opera v treh dejanjih albanskega skladatelja Prenkë Jakova z libretom v albanskem jeziku Llazarja Siliqija. Opera je bila, kot opera v štirih dejanjih, premierno uprizorjena v gledališču Migjeni v Skadarju, leta 1958, popravljena verzija opere v treh dejanjih pa v Tirani decembra 1959. Mirka velja za prvo albansko opero.